# Cruscades
Cruscades é uma comuna francesa na região administrativa de Occitânia, no departamento de Aude. Estende-se por uma área de 9,65 km². Em 2010 a comuna tinha 953 habitantes (densidade: 98,8 hab./km²).